# Miedźna
Miedźna (deutsch Miedzna) ist ein oberschlesisches Dorf in der Woiwodschaft Schlesien in Polen. Es ist Sitz der gleichnamigen Landgemeinde mit 16.660 Einwohnern (Stand 31. Dezember 2020).
Im Miedźna befindet sich eine Schrotholzkirche aus dem 17. Jahrhundert.

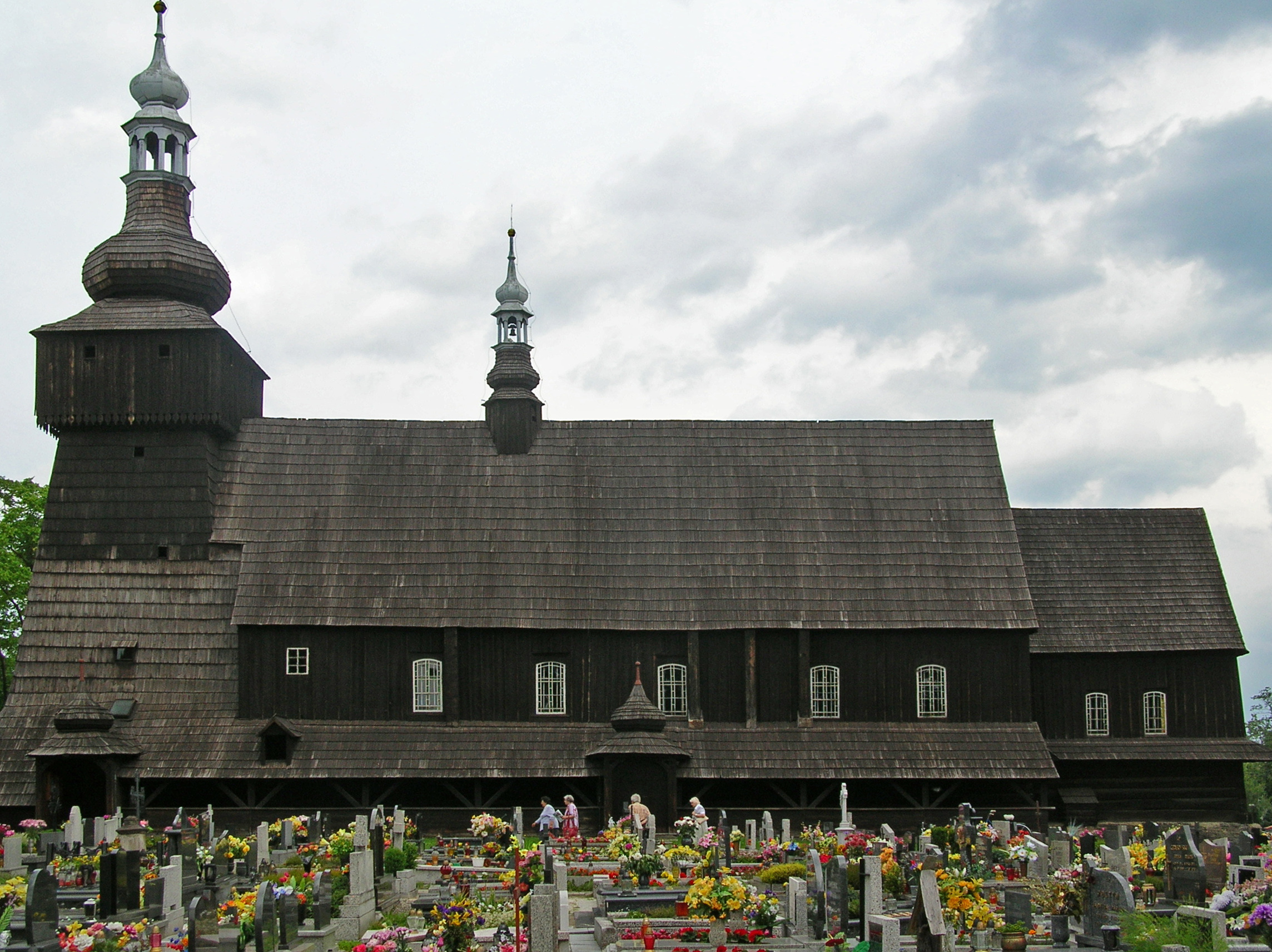
St.-Clemens-Kirche in Miedźna

## Geschichte
Der Ort wurde erstmals urkundlich als die Pfarrei Medzwna seu [oder] Cuncendorf im Peterspfennigregister des Jahres 1326 im Dekanat Auschwitz des Bistums Krakau erwähnt. Der polnische Ortsname ist vom Adjektiv miedźwny [Miodowa Wieś – Honigsdorf], der deutsche Name Kunzendorf wurde nicht nach dem 14. Jahrhundert wieder benutzt.
Der Ort liegt am westlichen Rand des Teilgebiets Oberschlesiens, das bis 1177/1178 zu Kleinpolen bzw. zum Herzogtum Krakau gehörte und dann zum Herzogtum Ratibor, das von den Schlesischen Piasten regiert wurde. Aus dieser Zeit rührte die bis 1821 bestehende Zugehörigkeit zum Bistum Krakau (danach im Bistum Breslau, ab 1925 im Bistum Katowice).
Das Herzogtum Oppeln-Ratibor wurde 1281 nach dem Tod von Wladislaus I. von Oppeln geteilt und am Ende verblieb Miedźna weiterhin beim Herzogtum Ratibor. 1327 übergab Herzog Lestko sein Herzogtum als ein Lehen an die Krone Böhmen. Nach dem Tod des Herzogs Lestko 1336 fiel es zusammen mit dem Herzogtum Ratibor als erledigtes Lehen an Böhmen. 1337 übertrug der böhmische König Johann von Luxemburg das Herzogtum Ratibor wiederum als ein Lehen an Nikolaus II. von Troppau, der dem Troppauer Zweig der Přemysliden entstammte. Dessen ältester Sohn Johann I. erhielt 1365 als Alleinerbe das Herzogtum Ratibor und begründete die Přemyslidische Stammlinie Troppau-Ratibor.
Im späteren 15. Jahrhundert, in der Zeit des ungarisch-böhmischen Kriegs wurde die Umgebung von Pless vom Teschener Herzog Kasimir II. beherrscht. Am 21. Februar 1517 wurde das Dorf Medna (das Verkaufsdokument war tschechischsprachig) mit der Freien Standesherrschaft Pleß von Kasimir II. an Alexius von Thurzo verkauft.
Nach dem Tod des Königs Ludwig II. gelangte die Krone Böhmen und damit auch Schlesien 1526 an die Habsburger. Sie waren Landesherren von Schlesien in ihrer Eigenschaft als Könige von Böhmen. In der Zeit nach der Reformation konnte der Krakauer Archidiakons Krzysztof Kazimirski im Jahr 1598 das Villa Miedzwna nicht visitieren, weil die Kirche in den Händen der Lutheraner war.
Nach dem Ersten Schlesischen Krieg und dem Vorfrieden von Breslau fiel das Dorf mit dem größten Teil Schlesiens an Preußen. Ab 1816 gehörte es zum Kreis Pleß, mit dem es bis 1922 verbunden blieb.
In der Volksabstimmung in Oberschlesien über die künftige Zugehörigkeit Oberschlesiens vom Jahre 1921 votierten 490 von 521 Wählern für Polen, 31 Stimmen votierten für Deutschland.
Nach der polnischen Annexion Ostoberschlesiens 1922 gehörte Miedźna zu Polen. Unterbrochen wurde dies nur durch die Besetzung Polens durch die Wehrmacht im Zweiten Weltkrieg.
Ab dem Jahr 1950 gehörte es zur Woiwodschaft Katowice.

## Gemeinde
Zur Landgemeinde (gmina wiejska) Miedźna gehören das Dorf selbst und fünf weitere Dörfer mit Schulzenämtern (sołectwa).